# ラテルナ
株式会社LATERNA（-ラテルナ）は、かつて存在した日本の映画会社。シネマコンプレックスを経営する株式会社ティ・ジョイの子会社であった。2010年4月1日にアマゾンと合併し、アマゾンラテルナとなった。

## 役員構成
- 常務取締役 福原英行（東映ビデオ社長）、大山秀徳（東映アニメーション常務）
- 取締役 松田英史（東映エージエンシー社長）、高城剛（東映アニメーション取締役、フューチャー・パイレーツ社長）
- 相談役 岡田裕介（ティ・ジョイ/東映社長）、泊懋（東映アニメーション会長）
- 監査役 西廣太郎（東映アニメーション常務）、渡辺聖（ティ・ジョイ常勤監査役）

## 略歴・概要

### 設立
2002年7月、東映アニメーション株式会社の100％子会社として設立。アニメーションおよびキャラクターの企画、製作、販売を事業内容とする。2004年に、ガイナックスらと共同でOVA『Re:キューティハニー』全3作を製作するも、その後ほぼ休眠状態となる。

### 改組後
2007年12月10日、株式会社ティ・ジョイが同社の発行済み株式のうち50％を取得し、同社はティ・ジョイのグループ企業となり、映画・映像の企画製作会社に業態を変更、ティ・ジョイ常務取締役の與田が代表取締役社長に就任した。
2008年、浅野忠信主演のドイツ・カザフスタン・ロシア・モンゴル合作映画『モンゴル』の日本での諸権利を買いつけ、同年4月5日、ティ・ジョイと東映の共同配給で公開された。また、ティ・ジョイが配給、同年4月19日公開した映画『チェスト!』に共同出資した。さらに同年5月、本格的映画製作に乗り出し、アメリカのイレブンアーツ、韓国のSSDとの合作映画『The Harimaya Bridge はりまや橋』（監督アロン・ウルフォーク）の製作を発表した。同年7月には、映画『ぼくとママの黄色い自転車』（監督河野圭太）の共同製作を発表した。
2008年6月1日、映像製作会社株式会社アマゾン（代表取締役社長倉内均）の株式を取得、同社を傘下に収め、社長の與田は同社の代表取締役会長CEO、倉内は同社長COOに就任した。

### 合併
- 2009年6月 アマゾンとラテルナが資本及び業務提携。
- 2010年4月1日 アマゾンとラテルナは合併、株式会社アマゾンラテルナとなる。

## フィルモグラフィ
改組前
- Re:キューティハニー（2004年）

改組後
- モンゴル（2008年）
- チェスト!（2008年）
- The Harimaya Bridge はりまや橋（2009年）
- ぼくとママの黄色い自転車（2009年）

## 関連事項
- ティ・ジョイ
- アマゾン (映像製作)